# Delta Cephei
Delta Cephei (δ Cep / δ Cephei) è una stella supergigante gialla situata nella costellazione di Cefeo, distante 890 anni luce dal sistema solare.
Delta Cephei è il prototipo di una classe di stelle variabili molto importanti, le cefeidi (in latino Cepheidus Prototypus), nonché una delle cefeidi più vicine al Sole. La sua variabilità fu scoperta da John Goodricke nel 1784, e fu la seconda variabile di questo tipo scoperta, dopo Eta Aquilae, la cui variabilità fu riconosciuta tale da Edward Pigott all'inizio dello stesso anno. Per la sua luminosità e per l'ampiezza delle fluttuazioni, δ Cephei è una delle stelle più semplici per astrofili e astronomi dilettanti che iniziano a dedicarsi allo studio delle stelle variabili, perché la stella è sempre visibile nelle ore notturne di gran parte dell'emisfero boreale.
Poco più di 6 milioni di anni fa, δ Cephei era più vicina al Sole di quanto non lo sia ora, trovandosi a circa 550 anni luce di distanza. In quell'epoca, la sua magnitudine massima era attorno a +2,7.

## Storia delle osservazioni
La sua variabilità fu scoperta da John Goodricke nel 1784, e fu la seconda variabile di questo tipo scoperta, dopo Eta Aquilae, la cui variabilità fu riconosciuta tale da Edward Pigott all'inizio dello stesso anno. Per la sua luminosità e per l'ampiezza delle fluttuazioni, δ Cephei è una delle stelle più semplici per astrofili e astronomi dilettanti che iniziano a dedicarsi allo studio delle stelle variabili, perché la stella è sempre visibile nelle ore notturne di gran parte dell'emisfero boreale.
Nel 2002 è stato impiegato il Telescopio Spaziale Hubble per determinare la distanza della stella, con un errore di circa il 4%:  273 parsec, o 890 anni luce.

## Osservazione
La sua posizione è fortemente boreale e ciò comporta che la stella sia osservabile perfettamente dall'emisfero nord, dove si presenta circumpolare anche da gran parte delle regioni temperate; dall'emisfero sud la sua visibilità è invece limitata alla fascia tropicale.
La sua magnitudine al massimo è 3,5, questo le consente di essere scorta con facilità anche dalle aree urbane di moderate dimensioni, sebbene un cielo non eccessivamente inquinato sia maggiormente indicato per la sua individuazione, in particolar modo quando la luminosità della stella scende al minimo.
Il periodo migliore per la sua osservazione nel cielo serale ricade nei mesi compresi fra fine giugno e novembre; nell'emisfero nord è visibile anche per tutto l'autunno, grazie alla declinazione boreale della stella, mentre nell'emisfero sud può essere osservata in particolare durante i mesi del tardo inverno australe.

### Allontanamento dal sistema solare
Poco più di 6 milioni di anni fa, δ Cephei era più vicina al Sole di quanto non lo sia ora, trovandosi a circa 550 anni luce di distanza. In quell'epoca, la sua magnitudine massima era attorno a +2,7.

## Caratteristiche

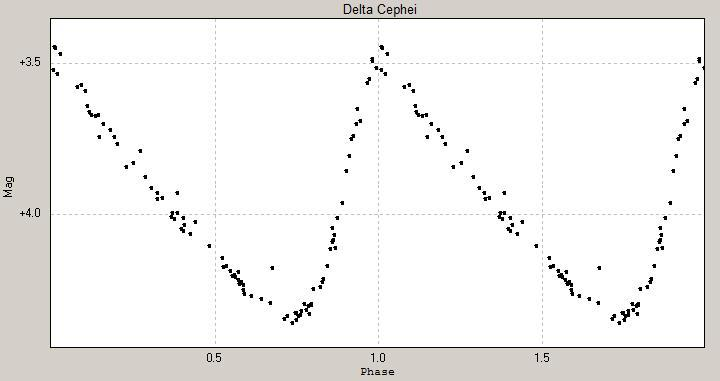
Curva di luce: si nota che la luminosità cresce rapidamente, e poi cala lentamente.

Diversamente dalla binaria ad eclisse Algol, la variabilità di δ Cephei è dovuta a delle pulsazioni della stella; essa varia dalla magnitudine 3,48 a 4,37 in un periodo di 5,36629 giorni, anche se impiega meno tempo a raggiungere il massimo della luminosità, mentre necessita di più tempo per arrivare al minimo; nello stesso arco di tempo varia anche la sua classe spettrale, da F5 a G3. Tempo dopo è stato scoperto che esistono due tipologie di cefeidi, e Delta Cephei appartiene al tipo I (cefeide classica).
Si ritiene che stelle di questo genere si formino con una massa 3–30 volte superiore a quella solare, e che abbiano già da tempo passato la fase di sequenza principale come stelle di Classe B. Dopo aver esaurito il loro combustibile nucleare, l'idrogeno, presente nel nucleo, queste stelle instabili passano ora attraverso gli ultimi stadi della loro evoluzione.
Delta Cephei emette circa 2.000 volte la luminosità del Sole, producendo un forte vento stellare, che, in combinazione con le pulsazioni stellari, producono un'espulsione di massa al tasso di (1,0 ± 0,8) × 10–6 masse solari all'anno, equivalente a una massa solare circa ogni milione di anni. Questa materia confluisce verso l'esterno ad una velocità di circa 35 km s–1. Il risultato di questo gas espulso è la formazione di una nebulosa di circa un parsec di diametro, centrata su Delta Cephei, e contenente 0,07-0,21 masse solari di idrogeno neutro. Dove il vento stellare è in conflitto con il mezzo interstellare circostante si forma un bow shock.
Oltre a conoscere la distanza di Delta Cephei e di altre cefeidi è fondamentale calibrare la loro relazione periodo-luminosità; sfortunatamente questi sforzi si sono recentemente rivelati vani data la maggiore accuratezza nel calcolo della parallasse; nel 2002 però è stato impiegato il Telescopio Spaziale Hubble per determinare la distanza della stella assieme a RR Lyrae (impiegata ach'essa come candela standard) con un errore di circa il 4%:  273 parsec, o 890 anni luce.

## Compagne stellari
A una separazione angolare di 40 secondi d'arco da Delta Cephei si trova una stella compagna di magnitudine 7,5 denominata HD 213307, visibile con piccoli telescopi. Questa stella ha una luminosità 500 volte quella del Sole ed è situata a grande distanza dalla cefeide, almeno 12.000 UA e impiegherebbe mezzo milione di anni per ruotare attorno alla principale.. La stessa HD 213307 è anch'essa un sistema binario stretto composto da due stelle di tipo spettrale rispettivamente B7-8 V e F0 V, il cui periodo orbitale tra esse è di 1,07 giorni. Sta riscaldando la materia espulsa dal vento stellare del Delta Cephei, facendo sì che il materiale circumstellare circostante emetta radiazioni infrarosse,
Nel 2015 Anderson e colleghi tramite misurazioni della velocità radiale riportarono la presenza di una compagna più vicina alla principale di quanto non lo sia la componente visibile. Questa componente secondo lo studio dista da Delta Cephei A 5,8 UA, ha un periodo orbitale di 6 anni e la massa della stella è stata indicata minore di 1,75 M⊙, con limiti massimi e minimi compresi tra 1,2 e 0,2 volte quello del Sole. Nello studio viene anche suggerito che la compagna "fredda" possa contribuire all'emissione e alla variabilità ai raggi X mostrata da Delta Cephei. Uno studio successivo di Gallenne e colleghi tramite interferometria tuttavia non ha rilevato nessuna compagna con quelle caratteristiche nei pressi della cefeide.
Delta Cephei è quindi certamente una stella tripla, mentre se venisse confermata la presenza della compagna relativamente vicina alla principale sarebbe una stella quadrupla.